# Drymocallis regisborisii
Drymocallis regisborisii är en rosväxtart som först beskrevs av Nikolai Andreev Stojanov, och fick sitt nu gällande namn av J. Soják. Drymocallis regisborisii ingår i släktet trollsmultronsläktet, och familjen rosväxter. Inga underarter finns listade i Catalogue of Life.